# Grand Prix automobile du Vietnam
Le Grand Prix automobile du Vietnam est une course automobile de Formule 1 dont la première édition aurait dû se tenir en 2020 sur le circuit urbain de Hanoï, un circuit temporaire empruntant les rues de Hanoï, capitale du pays, aux abords du stade national Mỹ Đình. Le premier Grand Prix était reporté en raison de la pandémie de Covid-19, puis annulé à l'été 2020. Il n'a ensuite plus été retenu dans le calendrier de la compétition, l'un des responsables de l'organisation ayant été arrêté pour corruption et « appropriation illicite de documents contenant des secrets d'état ».

## Projet et annonce

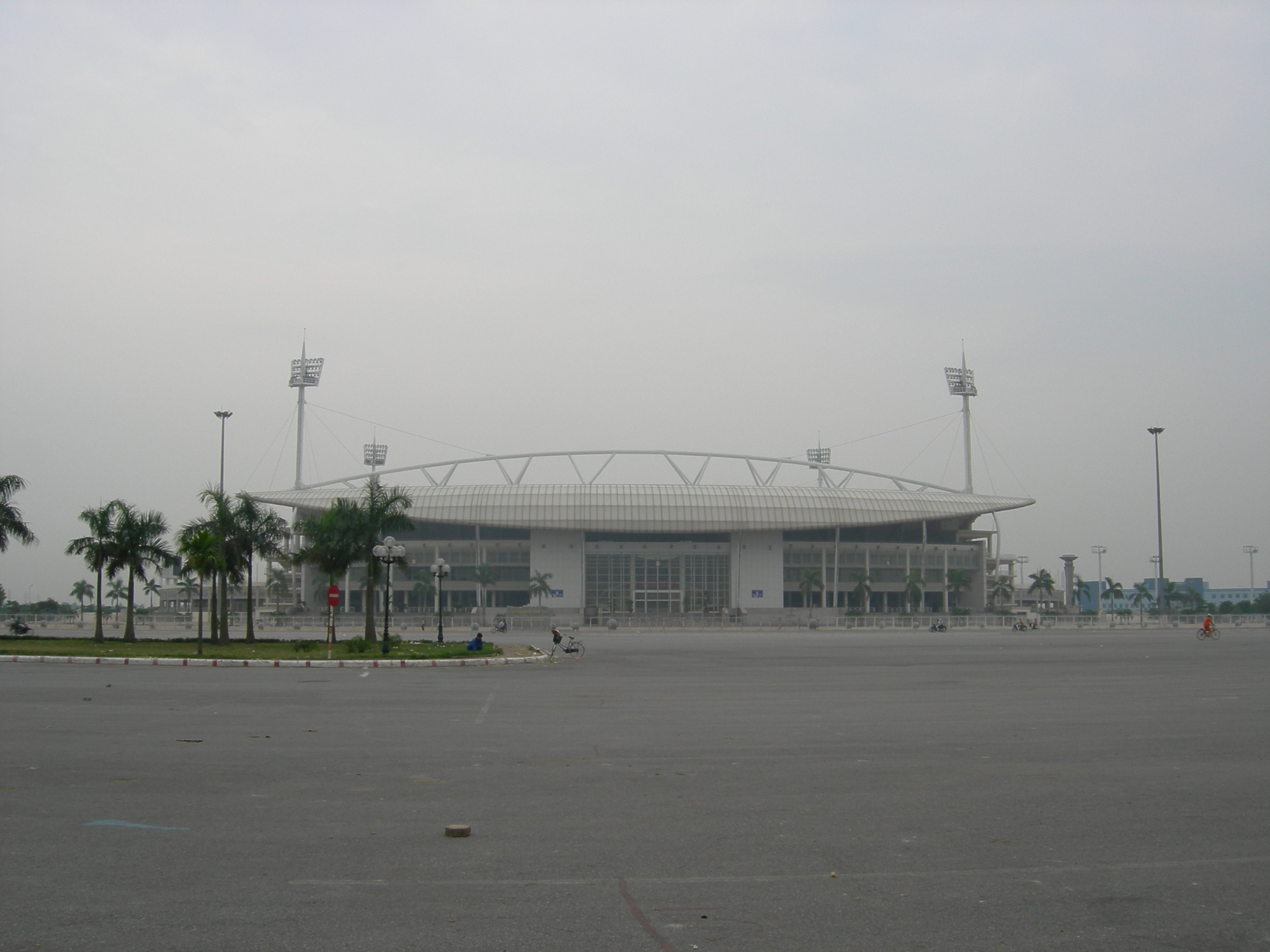
Le stade national Mỹ Đình, aux abords duquel le Grand Prix aurait dû avoir lieu.

En 2017, Bernie Ecclestone avait déjà refusé une offre de 400 millions d'euros pour la tenue d'un Grand Prix dans le pays car, selon lui, il y avait déjà assez de courses dans cette partie du monde, bien que le contrat, d'une durée de dix ans, soit déjà prêt. Si, l'homme d'affaires souligne que le Vietnam n'a aucune histoire avec le sport automobile, c'est pourtant également le cas en Russie ou en Azerbaïdjan où déjà deux Grands Prix ont été organisés.
Les discussions continuent avec Liberty Media, le nouveau propriétaire de la Formule 1 et, le 30 août 2018, le gouvernement annonce son soutien au projet de Grand Prix dans la capitale. Le 1er novembre 2018, la ville de Hanoï annonce que le projet est approuvé par les instances dirigeantes de la Formule 1 et de la FIA et qu'une course se tiendra à partir d'avril 2020, pendant plusieurs années. L'annonce est confirmée le 7 novembre par Chase Carey, dirigeant du Formula One Group, qui insiste sur le fait que la course permettra d'attirer un nouveau public.
Si, initialement, un circuit autour du lac Hoan Kiem est envisagé, les abords du stade national Mỹ Đình sont préférés, en raison notamment de la plus grande largeur des routes. Selon Charlie Whiting, la course devrait se dérouler en grande partie sur des routes déjà existantes. Selon les autorités locales, l'épreuve serait financée par des investisseurs privés, dont Vingroup et sa marque automobile VinFast, et les coûts engagés compensés par les revenus publicitaires. Le projet devrait coûter entre 50 et 60 millions de dollars.
Le premier Grand Prix de l'histoire, qui devait avoir lieu le 5 avril 2020, est d'abord reporté en raison de la pandémie de Covid-19, puis annulé le 25 août 2020. Le Grand Prix n'est ensuite pas retenu pour le calendrier 2021, l'un des responsables de l'organisation, Nguyen Duc Chung, président du comité populaire de Hanoï, ayant été arrêté pour corruption et « appropriation illicite de documents contenant des secrets d'état ». 
La course n'apparaît plus dans les calendriers ultérieurs.

## Critiques
Le projet de Grand Prix est cependant critiqué par certains fans mais aussi certains pilotes, Lewis Hamilton faisant le parallèle avec l'échec du Grand Prix automobile d'Inde et évoquant la faible affluence du public au Grand Prix automobile de Turquie. Le pilote britannique critique également l'absence de liens avec le sport automobile dans le pays.

## Tracé prévu
Le circuit, situé dans la ville de Hanoï, aux abords du stade, devait faire 5,565 kilomètres de long, comprenant vingt-trois virages et une ligne droite principale d'1,5 km où on estimait que les monoplaces pourraient atteindre 335 km/h. Il s'inspirait de tracés existants, comme le Nürburgring pour les virages no 1 et no 2, les virages no 12 à no 15 rappelaient la portion allant de Massenet au virage no 1 de Monaco, les virages no 16 à no 19 copiaient les esses de Suzuka et les trois derniers virages reprennaient les virages no 12 à no 14 du circuit international de Sepang.